# 제39회 아카데미상
제39회 아카데미상은 1967년 4월 10일에 열린 시상식이다. 산타 모니카 시빌 오디토리움에서 개최되었으며 사회자는 밥 호프이다.

## 후보 및 수상

### 작품상
- 사계의 사나이 - 프레드 진네만 수상
- 알피 - 루이스 길버트
- 러시안스 - 노만 주이슨
- 산파블로 - 로버트 와이즈
- 누가 버지니아 울프를 두려워하랴 - 어니스트 레흐먼

### 남우주연상
- 사계의 사나이 - 폴 스코필드 수상
- 알피 - 마이클 케인
- 러시안스 - 알란 아킨
- 산파블로 - 스티브 맥퀸
- 누가 버지니아 울프를 두려워하랴 - 리처드 버튼

### 여우주연상
- 누가 버지니아 울프를 두려워하랴 - 엘리자베스 테일러 수상
- 조지 걸 - 린 레드그레이브
- Morgan - 바네사 레드그레이브
- 중심가의 상점 - 아이다 카민스카
- 남과 여 - 아눅 에이미

### 남우조연상
- 포춘 쿠키 - 월터 매튜 수상
- 조지 걸 - 제임스 메이슨
- 사계의 사나이 - 로버트 쇼
- 산파블로 - 마코
- 누가 버지니아 울프를 두려워하랴 - 조지 시걸

### 여우조연상
- 누가 버지니아 울프를 두려워하랴 - 샌디 데니스 수상
- 알피 - 비비안 머천트
- 하와이 - 조셀린 라가드
- 사계의 사나이 - 웬디 힐러
- You're a Big Boy Now - 제랄딘 페이지

### 감독상
- 사계의 사나이 - 프레드 진네만 수상
- 욕망 - 미켈란젤로 안토니오니
- 4인의 프로페셔널 - 리처드 브룩스
- 남과 여 - 끌로드 를루슈
- 누가 버지니아 울프를 두려워하랴 - 마이크 니콜스

### 각본상
- 남과 여 - 끌로드 를루슈 수상

### 각색상
- 사계의 사나이 - 로버트 볼트 수상

### 촬영상
- 사계의 사나이 - 테드 무어 수상
- 누가 버지니아 울프를 두려워하랴 - 하스켈 웩슬러 수상

### 편집상
- 그랑 프리 - 프레드릭 스타인캠프 수상

### 미술상
- 바디 캡슐 - 잭 마틴 스미스 수상
- 누가 버지니아 울프를 두려워하랴 - 리처드 실버트 수상

### 의상상
- 사계의 사나이 - 엘리자베스 하펜든 수상
- 누가 버지니아 울프를 두려워하랴 - 아이린 세러프 수상

### 음악상
- 야성의 엘자 - 존 배리 수상

### 주제가상
- 야성의 엘자 - 존 배리 수상

### 음향편집상
- 그랑 프리 - 고든 다니엘 수상

### 음향믹싱상
- 그랑 프리 - Franklin Milton 수상

### 시각효과상
- 바디 캡슐 - Art Cruickshank 수상

### 외국어영화상
- 남과 여 - 끌로드 를루슈 수상

### 단편애니메이션상
- Herb Alpert and the Tijuana Brass Double Feature - John Hubley 수상

### 단편영화상
- Wild Wings - Edgar Anstey 수상

### 장편다큐멘터리상
- The War Game - Peter Watkins 수상

### 단편다큐멘터리상
- A Year Toward Tomorrow - Edmund A. Levy 수상

### 공로상
- Freeman, Y. Frank 수상
- 야키마 카너트 수상

### 진 허숄트 박애상
- George Bagnall 수상

### 어빙 탤버그 상
- 로버트 와이즈 수상

### 음악스코어링상
- Funny Thing Happened on the Way to the Forum - Ken Thorne 수상

## 같이 보기
- 제24회 골든 글로브상
- 제20회 영국 아카데미 영화상